# Kvevri

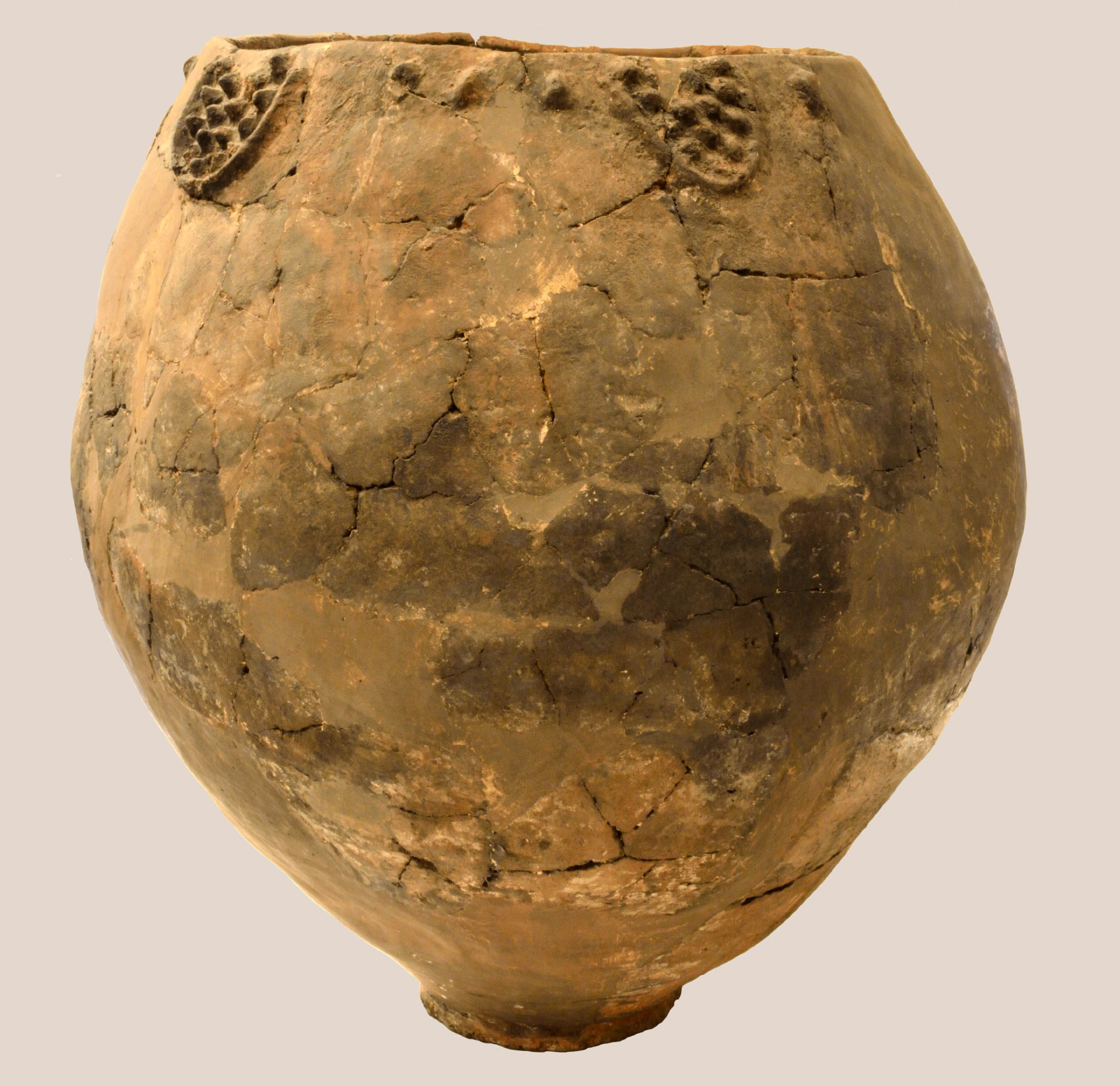
En ca 7500 år gammal kvevri från fyndplatsen Khramis didi gora, Georgien. (Georgiens nationalmuseum)

Kvevri (georgiska: ქვევრი) är stora georgiska lerkrus, avsedda för fermentering, maceration och lagring av vin. I västra Georgien kallas lerkärlen för churi och i Armenien, som har samma kultur, heter de karas. Det finns fler namn för dessa kärl beroende på storlek och georgisk provins.
Det område som utgör dagens Georgien anses ofta vara vinets ursprungsland. Det har påträffats över åttatusenåriga arkeologiska fynd som påvisar förädling och jäsning av vin i just kvevri. Dessa kärl används än idag i främst småskalig vinproduktion. Men kvevritraditionen är ett bra säljargument och produktionen ökar. År 2021 utgjorde kvevrivin ca.10% av landets totala kommersiella vinproduktion.

Rengöring och sterilisering av kärlen är av yttersta vikt. Förr gjordes det med kalk men idag görs det oftast genom värmebehandling med gasolbrännare. Kvevri impregneras på insidan med bivax men det ger ingen som helst smak åt själva vinet. Därför är användandet av dessa kärl en ypperlig metod för att framhäva själva druvans inneboende potential. Efter modern kemisk analys av arkeologiska fynd vet vi att också kåda användes tidigare för tätning av keramiken. Detta är något vi känner från vår tids vin Retsina.

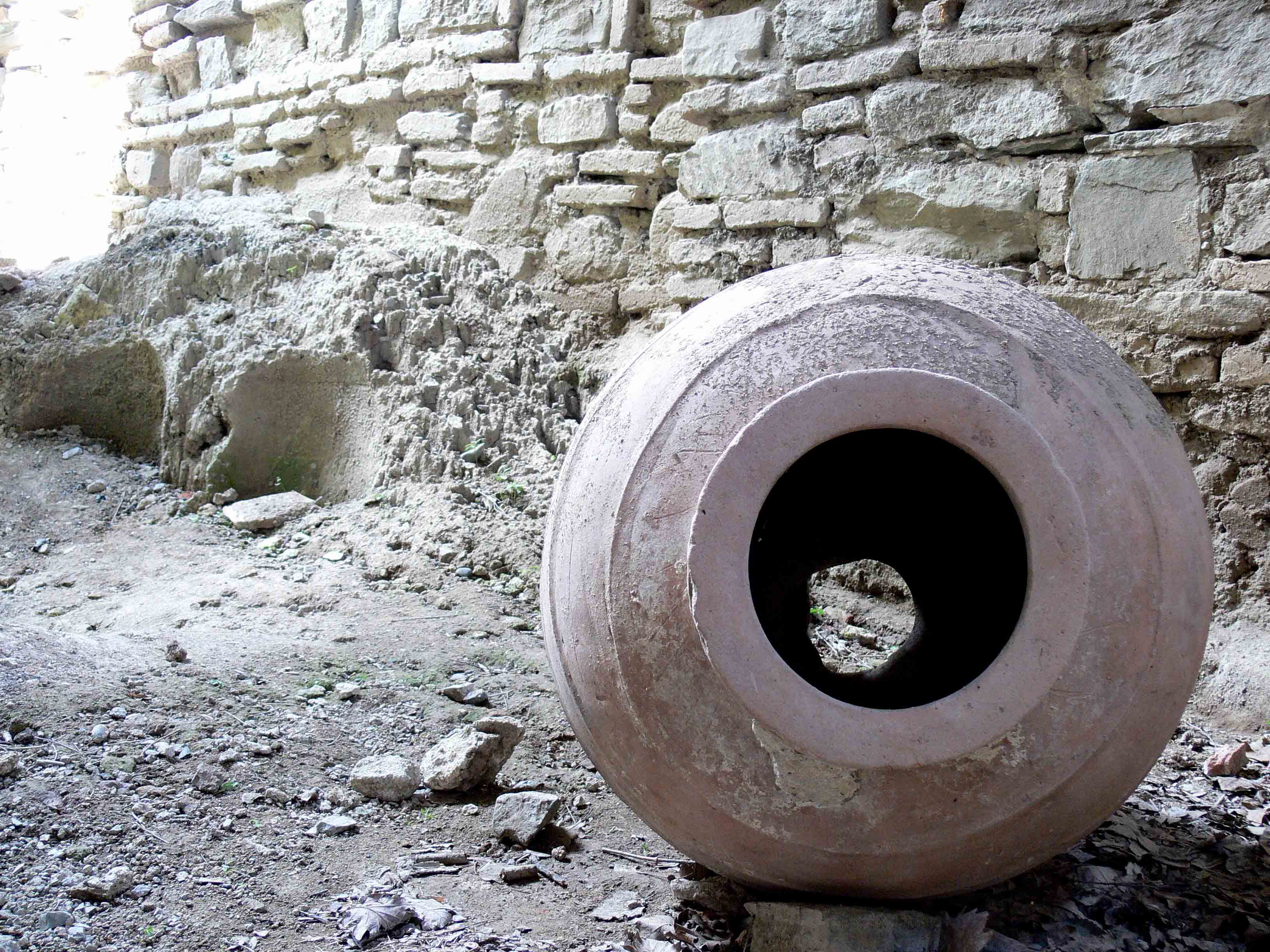
Söndrigt georgiskt lerkrus, Kvevri.

Kvevri förvaras nedgrävda i marken med endast mynningen synlig i marknivå för att garantera en sval och konstant temperatur. Dess form, som karaktäriseras av en rundad  kropp, som avsmalnar nedåt till en spets, lämpar sig ytterst väl för just vintillverkning, eftersom fällningar och fruktdelar från vinet tillåts samlas på botten med en så liten kontaktyta mot vinet som möjligt. Mynningen täcks med ett lock och isoleras med lera och sand. Förr var locken, orgo, gjorda av trä eller sten men idag vanligtvis av glas eller metall. Lagring i kvevri sker sällan under längre perioder, främst på grund av att frånvaron av högkvalitativ nyproduktion ställer krav på att existerande kvevri inte binds upp för länge. I annat fall kan lagring i kvevri ske i åtminstone ett par år. Gröna druvor som med stjälkar fermenteras i en kvevri blir till s.k. orangevin. De vanligaste druvorna för detta är Rkatsiteli och Mtsvane.

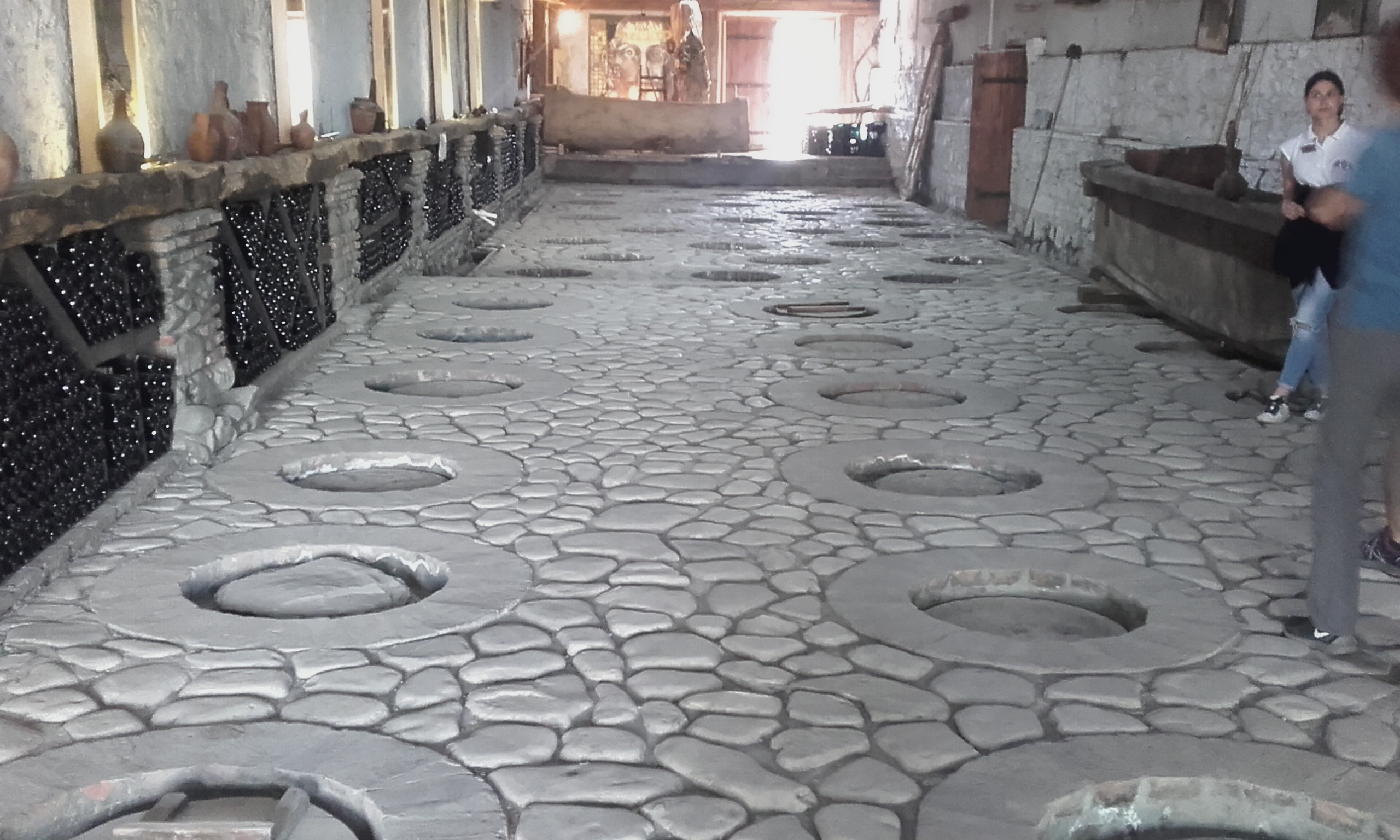
Hos vintillverkaren Kindzmarauli i deras kvevrihall (marani), som också är ett museum.

Förr i tiden tillverkades krukorna i hela Georgien men idag är några få byar specialiserade på hantverket. Främst är det Vardisubani och Shilda i Kachetien, Tkemlovana, Makatubani och Shrosha i Imeretien samt Aketi och Atsana i Gurien. Krukorna från de olika provinserna skiljer sig något i utseende. Ett modernt inslag är att man ofta idag ger krukan ett skyddande lager av cement på utsidan. Det skyddar vid transport samt i viss mån mot jordbävningar. En stor standardkvevri rymmer ca. 1200 liter.
Att tillverka vin i kvevri uppmärksammades av UNESCO som ett gemensamt mänskligt immateriellt kulturarv år 2013.

## Galleri

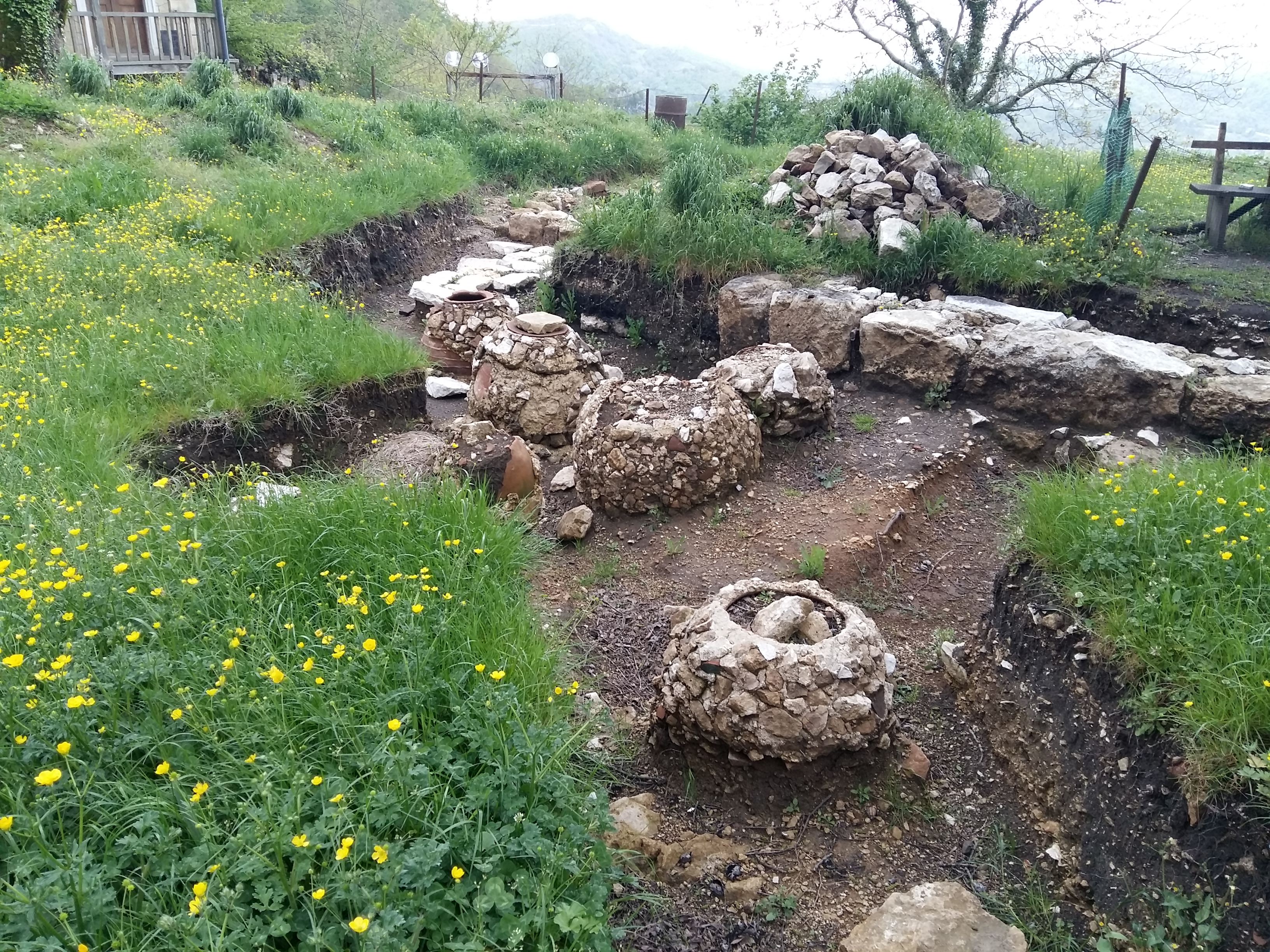
Arkeologiska medeltida lämningar av armerade kvevrikrukor i klostret Gelati, Imeretien.
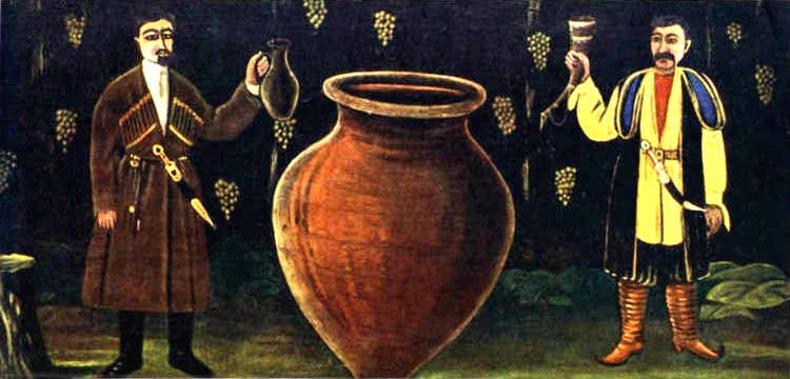
"Två georgier i marani" (vineriet). Av målaren Niko Pirosmani (1862-1918).
En skopa kallad khapiri eller orkheli som används för att ta upp vin från kvevrin.